# 송남수의 묘역
송남수의 묘역(宋柟壽의 墓域)은 대전광역시 동구 이사동에 있는 조선시대의 송남수의 묘역이다. 2012년 4월 27일 대전광역시의 기념물 제46호로 지정되었다.

## 지정 사유
송남수는 조선 중기 시인으로 잘 알려져 있으며, 묘역은 18세기(1707년) 건립되어 원형이 잘 보존되어 있다. 상설제도가 잘 정비되어 있으며, 문인석, 묘표 등 석물의 예술성이 뛰어나 조선시대 묘제 및 석조예술품의 연구자료로 가치가 높다.

## 같이 보기
- 송남수

## 참고 자료
- 송남수의 묘역 - 국가유산청 국가유산포털